# Głowica magnetofonowa
Głowica magnetofonowa – głowica elektromagnetyczna stosowana w magnetofonach. W typowych rozwiązaniach stosowane są głowice uniwersalne odpowiadające za odczyt oraz zapis informacji na taśmie magnetycznej oraz głowice kasujące odpowiedzialne za kasowanie zapisanego nośnika i jego przygotowanie do zapisania nowej informacji. Głowica kasująca zasilana jest napięciem przemiennym z generatora prądu kasowania/podkładu. Częstotliwość napięcia kasowania wynosi ok. 80-90kHz i leży poza pasmem akustycznym. Podczas zapisu część napięcia kasowania wprowadzana jest razem z sygnałem akustycznym na głowicę uniwersalną. Poziom napięcia podkładu ustalany jest dla każdego magnetofonu i głowicy uniwersalnej indywidualnie ze względu na rozrzut elementów korektora zapisu oraz rozrzut parametrów samej głowicy. Zwiększanie poziomu napięcia podkładu powoduje spadek skuteczności zapisu sygnałów o wyższych częstotliwościach. 

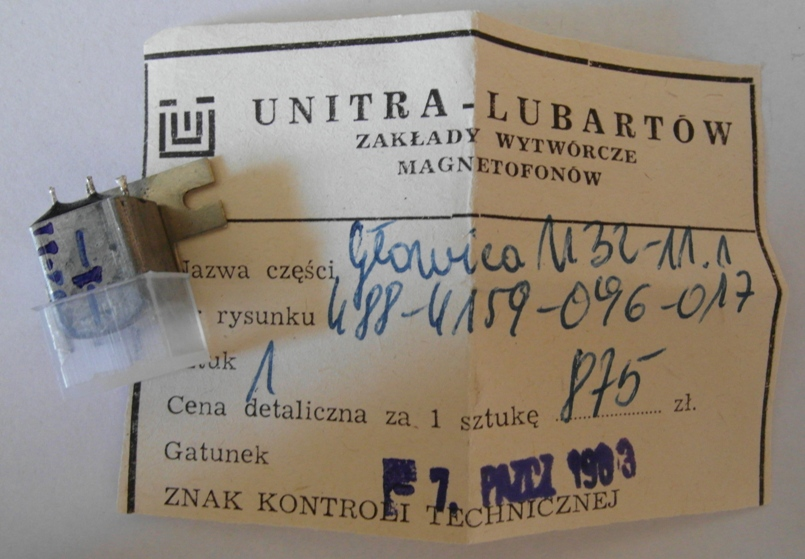
Głowica stereofoniczna polskiej produkcji Unitra-Lubartów
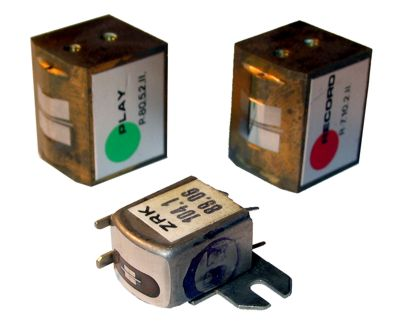
Głowice magnetofonowe do magnetofonów szpulowych (większe) oraz głowica uniwersalna polskiej produkcji ZRK